# ランスタッド日本
ランスタッド日本合同会社（ランスタッドにっぽん-、英:Randstad Japan LLC）は、オランダに本社を置く、ランスタッドの日本における投資事業を行うために合同会社形式で設立された中間持株会社で、かつて東京都千代田区に本社を構えていた企業。資本における親子関係としては、ランスタッド子会社で、アジア地域を手がける統括会社であるランスタッド・アジア・パシフィック・ビー・ヴィーの子会社となっていた。
2011年7月1日付で、子会社・フジスタッフホールディングスに吸収合併され、解散。

## 概要
1999年7月にオランダのランスタッド本部の日本法人として、フェアプレース・コンサルティング・ジャパンを介して設立された。ランスタッドとしては、2006年にランスタッド・ジャパン株式会社（後にランスタッド株式会社に改称。こちらが初代法人）を設立し、2009年にフェアプレース・コンサルティング・ジャパンの後身であるヴェディオール・キャリア（ヴェディオール2代目在日法人）に吸収され、2代目のランスタッド株式会社が発足している。
2006年の初代ランスタッド日本法人が設立された当初より、フジスタッフホールディングスが設立される以前からのフジスタッフグループと提携した事業を展開していた。
子会社となる事業会社のランスタッド株式会社（2代目日本法人）を通して、主に職業紹介・紹介予定派遣を中心として、再就職の斡旋・支援、キャリアコンサルティング、人材のソリューションビジネスなどを展開。フジスタッフホールディングスと提携することにより、基幹都市の企業だけにとどまらず、地方都市の企業への「Iターン」「Uターン」就職などにも対応できるようになっていた。

## 沿革
- 2010年
  - 7月26日 - ランスタッド日本合同会社として設立
  - 8月16日 - フジスタッフホールディングスへのTOBを開始。
  - 10月14日 - フジスタッフホールディングスへのTOBを終了。
- 2011年
  - 1月13日 - 当社によるフジスタッフホールディングスの完全子会社化作業の完了に伴い、フジスタッフホールディングスの大証・ジャスダックの上場を廃止。
  - 7月1日 - 子会社のフジスタッフホールディングスに吸収合併され、解散。同じく当社子会社のランスタッド日本法人は、フジスタッフに吸収合併され、こちらも解散。